# سیدنی گیش
سیدنی گیش (زاده ۱۸ مارس 1997) خواننده و ترانه‌سرای آمریکایی است. او دو آلبوم به نام‌های Ed Buys Houses و No Dogs Allowed منتشر کرده‌است.
گیش کار خود را با آپلود موسیقی در بندکمپ آغاز کرد. گیش در نیوجرسی بزرگ شد و در دانشگاه شمال شرقی تحصیل کرد و در آنجا صنعت موسیقی را مطالعه کرد. در سال ۲۰۲۰ فارغ‌التحصیل شد.

## آهنگ‌شناسی

### آلبوم‌های استودیویی
| عنوان         | جزئیات آلبوم                                                                |
| ------------- | --------------------------------------------------------------------------- |
| اد خانه می‌خرد | - تاریخ انتشار: ۲۹ دسامبر 2016 - برچسب: خود آزاد شده - فرمت: دانلود دیجیتال |
| سگ مجاز نیست  | - منتشر شده: ۳۱ دسامبر 2017 - برچسب: خود آزاد شده - فرمت: دانلود دیجیتال    |

### تک آهنگ‌ها
| عنوان            | جزئیات آلبوم                                                             |
| ---------------- | ------------------------------------------------------------------------ |
| مدرسه فیلمبرداری | - منتشر شد: ۸ فوریه 2023 - برچسب: Sub Pop Records - قالب: دانلود دیجیتال |

### آهنگ‌های انحصاری باندکمپ
- به من زنگ نزن (۲۰۱۵)
- Merry Crisis EP (2016)
- رژه ساختگی (۲۰۱۶)

### نماهنگ
- «بعد از ظهر است، من احساس بیماری می‌کنم» (2016)[۸]
- «کوکسبری» (2016)[۹]
- «سطل‌های سرگرمی» (2017)[۱۰]
- "Midnight Jingle" (2017؛ کارگردان. Ethan Judelson)[۱۱]
- «من با استیک پر شده‌ام و نمی‌توانم برقصم» (2018)[۱۲]
- «مثلث گناه» (۲۰۱۹، کارگردان آل باکو)[۱۳]